# Rcp (Unix)
rcp (ang. remote copy) – program do transferu plików na zdalny host używany w systemach z rodziny UNIX. Program do komunikacji wykorzystuje port 469 protokołu TCP oraz plik .rhosts do uwierzytelniania, choć niektóre implementacje dopuszczają też uwierzytelnianie z wykorzystaniem protokołu Kerberos.

## Przykład użycia
```
rcp [-p] file1 file2
rcp [-p] [-r] file1 [file2 ...] directory
```

Użycie parametru -p powoduje, że program stara się zachować datę modyfikacji i prawa dostępu do kopiowanych plików. Natomiast użycie parametru -r w przypadku gdy file1 jest katalogiem, a directory jest nazwą istniejącego katalogu, wtedy rcp tworzy w directory podkatalog o nazwie file1. Jeśli natomiast directory nie istnieje, to zostanie utworzony przez rcp.
Możliwe są również operacje tego typu, żeby będąc zalogowanym na komputerze rhost0 kopiować pliki z komputera rhost1 na komputer rhost2:
```
rcp ruser1@rhost1:path1 ruser2@rhost2:path2
```

Program rcp przesyła przez sieć informacje w postaci niezaszyfrowanej, przez co został w większości przypadków zastąpiony przez program SCP z pakietu SSH.